# Fons indexat
Un fons indexat (en anglès: index fund) és un tipus de fons d'inversió que segueix una determinada estratègia d'inversió, consistent a replicar un determinat índex (una cistella formada per diferents actius, escollits d'acord a uns criteris determinats) en comptes de seguir estratègies qualitatives o quantitatives a l'hora d'escollir els actius.
L'índex replicat pel fons d'inversió indexat pot ser un índex de renda variable o índex borsari (com ara l'S&P 500 o el Dow Jones Industrial Average), un índex de renda fixa o qualsevol altre tipus d'índex creat pels mateixos operadors dels mercats borsaris o per tercers (com ara l'empresa MSCI). Els fons indexats també poden seguir índexs d'inversió socialment responsable (ISR) que tinguin em compte criteris ambientals, socials i/o de bones pràctiques empresarials.